# Plumas Lake (California)
Plumas Lake es un lugar designado por el censo ubicado en el condado de Yuba en el estado estadounidense de California. En el año 2010 tenía una población de 5.853 habitantes.

## Geografía
Plumas Lake se encuentra ubicado en las coordenadas 38°59′32.41″N 121°33′28.66″O / 38.9923361, -121.5579611.

## Educación
El Distrito Escolar Unificado de Marysville sirve una parte de la ciudad.